# Kultur
Kultur è un film muto del 1918 diretto da Edward J. Le Saint.

## Trama
Prima della guerra, il Kaiser manda il barone von Zeller dall'imperatore d'Austria per informarlo che la Germania è pronta a dichiarare guerra alla Francia. Il ministero della Guerra francese, sospettando qualcosa, invia l'agente René de Bornay per indagare e questi, al suo arrivo, coltiva la sua amicizia con Griselda von Arenburg, l'amante dell'imperatore Franz Josef. L'arciduca Franz Ferdinand, temendo l'influenza della contessa sull'imperatore, vuole sbarazzarsi di lei. Ma Griselda, avendo scoperto il suo piano, incarica il serbo Danilo di uccidere l'arciduca. Von Zeller, innamorato di Griselda, insabbia la faccenda e chiede alla contessa di venire a Berlino per lavorare come agente al servizio del Kaiser. In Germania, Griselda incontra nuovamente de Bornay che lei dovrebbe spiare, ma essendone innamorata, gli consiglia di fuggire in Francia. Von Zeller, arrivato subito dopo la partenza di de Bornay, si rende conto che Griselda ha tradito la Germania e le spara.

## Produzione
Il film fu prodotto dalla Fox Film Corporation.

## Distribuzione
Distribuito dalla Fox Film Corporation e presentato da William Fox, il film uscì nelle sale cinematografiche USA il 22 settembre 1918.